# Jean-Patrick Nazon
Jean-Patrick Nazon (* 18. Januar 1977 in Épinal, Frankreich) ist ein ehemaliger französischer Radrennfahrer.

## Sportlicher Werdegang
Nazon wurde 1997 Profi im Team Française des Jeux. Der Sprint-Spezialist fuhr lange Zeit eher unauffällig im Peloton und erzielte seine Erfolge vorrangig bei kleineren Etappenrennen in seiner Heimat Frankreich. Seinen internationalen Durchbruch hatte er in der Saison 2003, als er mit neuem Team bei der Tour de France 2003 überraschend die prestigeträchtige letzte Etappe auf der Avenue des Champs-Élysées für sich entscheiden konnte. Zuvor war er auf der zweiten Etappe bereits Zweiter geworden, womit er für einen Tag das gelbe Trikot des Gesamtführenden übernahm. 
Zur Saison 2004 wechselte Nazon zum Team AG2R Prevoyance. Bei der Tour de France 2004 gewann er die dritte Etappe im Massensprint, auf dem Champs-Élysées stand er als Zweiter erneut auf dem Podium. Neben weiteren Etappenerfolgen in den Folgejahren gewann er 2007 die erste Etappe der zur UCI ProTour zählenden Radrundfahrt Paris-Nizza ebenfalls im Massensprint. Der Gewinn der ersten Etappe der Route d’Occitanie 2007 war der letzte Sieg seiner Karriere. 2008 schied Nazon auf der fünften Etappe der ENECO Tour aus, was sein letzter Renneinsatz als Radrennfahrer war.
2009 nahm Nazon am Ironman France in Nizza teil, bei dem er unter die Top 150 kam.

## Familie
Sein älterer Bruder Damien Nazon war ebenso Radrennfahrer und von 1995 bis 2005 bei verschiedenen französischen Teams als Profi aktiv.

## Erfolge
1998
- zwei Etappen Circuit des Mines

2000
- zwei Etappen Étoile de Bessèges
- eine Etappe Vier Tage von Dünkirchen
- eine Etappe Tour de Picardie

2001
- eine Etappe Tour de l’Avenir

2002
- eine Etappe Critérium International
- eine Etappe Vier Tage von Dünkirchen

2003
- eine Etappe Vier Tage von Dünkirchen
- zwei Etappen Volta ao Alentejo
- eine Etappe Tour de France

2004
- eine Etappe Critérium International
- eine Etappe Tour de France
- eine Etappe Tour de l’Ain

2005
- eine Etappe Hessen-Rundfahrt
- eine Etappe Bayern-Rundfahrt
- Memorial Rik Van Steenbergen

2006
- eine Etappe Circuit de Lorraine
- eine Etappe Route d’Occitanie

2007
- eine Etappe Paris-Nizza
- eine Etappe Route d’Occitanie

## Grand-Tour-Platzierungen
| Grand Tour            | 2000 | 2001 | 2002 | 2003 | 2004 | 2005 | 2006 |
| --------------------- | ---- | ---- | ---- | ---- | ---- | ---- | ---- |
| Giro d’ItaliaGiro     | –    | –    | –    | –    | –    | –    | –    |
| Tour de FranceTour    | DNF  | –    | 135  | 137  | DNF  | –    | –    |
| Vuelta a EspañaVuelta | –    | –    | –    | –    | –    | –    | 105  |